# Liste der Monuments historiques in Erchin
Die Liste der Monuments historiques in Erchin führt die Monuments historiques in der französischen Gemeinde Erchin auf.

## Liste der Objekte
| Bezeichnung                           | Beschreibung                                          | Standort                    | Kennzeichnung | Schutzstatus | Datum | Bild |
| ------------------------------------- | ----------------------------------------------------- | --------------------------- | ------------- | ------------ | ----- | ---- |
| Kännchen mit Servierplatte            | Silber, 1844 und 1863                                 | in der Kirche Ste-Aldegonde | PM59006805    | Inscrit      | 2000  |      |
| Patene                                | Silber, vergoldet, zweite Hälfte des 19. Jahrhunderts | in der Kirche Ste-Aldegonde | PM59006807    | Inscrit      | 2000  |      |
| Grabplatte                            | Stein, um 1300                                        | in der Kirche Ste-Aldegonde | PM59000545    | Classé       | 1978  |      |
| 13 Bleiglasfenster                    | 1894, von Latteux und Bazin                           | in der Kirche Ste-Aldegonde | PM59006810    | Inscrit      | 2000  |      |
| Fahne Heilige Aldegonde               | Stoff, um 1900                                        | in der Kirche Ste-Aldegonde | PM59006812    | Inscrit      | 2000  |      |
| Fahne Heilige Anna                    | Stoff, 1920                                           | in der Kirche Ste-Aldegonde | PM59006816    | Inscrit      | 2000  |      |
| Kelch                                 | Silber, zwischen 1844 und 1863                        | in der Kirche Ste-Aldegonde | PM59006806    | Inscrit      | 2000  |      |
| Skulptur Exposition (?)               | Holz, 17. und 19. Jahrhundert                         | in der Kirche Ste-Aldegonde | PM59006809    | Inscrit      | 2000  |      |
| Prozessionsfahne                      | Stoff, 1891                                           | in der Kirche Ste-Aldegonde | PM59006817    | Inscrit      | 2000  |      |
| Hauptaltar                            | Holz, bemalt, Mitte des 18. Jahrhunderts              | in der Kirche Ste-Aldegonde | PM59003354    | Inscrit      | 1977  |      |
| Skulptur der heiligen Aldegonde       | Holz, polychrom gefasst, 19. Jahrhundert              | in der Kirche Ste-Aldegonde | PM59003356    | Inscrit      | 1977  |      |
| Prozessionsfahne                      | Stoff, um 1900                                        | in der Kirche Ste-Aldegonde | PM59006813    | Inscrit      | 2000  |      |
| Prozessionsfahne Unbeflegte Empfägnis | Stoff, Ende des 19. Jahrhunderts                      | in der Kirche Ste-Aldegonde | PM59006815    | Inscrit      | 2000  |      |
| Prozessionsfahne Heiliger Rochus      | Stoff, um 1900                                        | in der Kirche Ste-Aldegonde | PM59006818    | Inscrit      | 2000  |      |
| Taufbecken                            | Sandstein, 16. Jahrhundert                            | in der Kirche Ste-Aldegonde | PM59003355    | Inscrit      | 1977  |      |
| Skulptur der heiligen Philomena       | Eichenholz, polychrom gefasst, 19. Jahrhundert        | in der Kirche Ste-Aldegonde | PM59006808    | Inscrit      | 2000  |      |
| Prozessionsfahne Heiliger Joseph      | Stoff, 1910                                           | in der Kirche Ste-Aldegonde | PM59006811    | Inscrit      | 2000  |      |
| Prozessionsfahne                      | Stoff, Anfang des 20. Jahrhunderts                    | in der Kirche Ste-Aldegonde | PM59006814    | Inscrit      | 2000  |      |